# Campionato panellenico di pallacanestro 1962-1963
Il campionato panellenico 1962-1963 è stata la 23ª edizione del massimo campionato greco di pallacanestro maschile. La vittoria finale è stata ad appannaggio dell'AEK Atene.

## Risultati

### Stagione regolare
|    | Squadra           | G | V | P | PF  | PS  | Pt. |
| -- | ----------------- | - | - | - | --- | --- | --- |
| 1. | AEK Atene         | 6 | 5 | 1 | 419 | 397 | 11  |
| 2. | Tríton            | 6 | 4 | 2 | 471 | 418 | 10  |
| 3. | Panathīnaïkos     | 6 | 4 | 2 | 464 | 449 | 10  |
| 4. | Panellīnios       | 6 | 4 | 2 | 465 | 420 | 10  |
| 5. | Aris Salonicco    | 6 | 2 | 4 | 441 | 468 | 8   |
| 6. | Īraklīs Salonicco | 6 | 2 | 4 | 406 | 416 | 8   |
| 7. | Anatolia College  | 6 | 0 | 6 | 323 | 421 | 6   |

| Campionato panellenico 1962-1963 |
| -------------------------------- |
| AEK Atene 2º titolo              |

## Formazione vincitrice
| N° | Naz.              | Ruolo | Sportivo              |  | Alt. |  |
| -- | ----------------- | ----- | --------------------- |  | ---- |  |
|    | Grecia (bandiera) | G     | Giōrgos Amerikanos    |  |      |  |
|    | Grecia (bandiera) |       | Stelios Vasileiadis   |  |      |  |
|    | Grecia (bandiera) |       | Aias Larentzakīs      |  |      |  |
|    | Grecia (bandiera) |       | Dermanoutsos          |  |      |  |
|    | Grecia (bandiera) |       | Lakīs Tsavas          |  |      |  |
|    | Grecia (bandiera) |       | Georgios Moschos      |  |      |  |
|    | Grecia (bandiera) |       | Vaggelīs Nikītopoulos |  |      |  |
|    | Grecia (bandiera) |       | Babanikolos           |  |      |  |
|    | Grecia (bandiera) |       | Antōnīs Chrīsteas     |  |      |  |
|    | Grecia (bandiera) |       | Giōrgos Oikonomou     |  |      |  |
|    | Grecia (bandiera) |       | Attalas               |  |      |  |
|    | Grecia (bandiera) | All.  | Missas Pantazopoulos  |  |      |  |